# Кривиці (Ленінградська область)
Кривиці (рос. Кривицы) — присілок у Сланцевському районі Ленінградської області Російської Федерації.
Населення становить 36 осіб. Належить до муніципального утворення Вискатське сільське поселення.

## Історія
Згідно із законом від 1 вересня 2004 року № 47-оз належить до муніципального утворення Вискатське сільське поселення.

## Населення
| 2007 | 2010 |
| ---- | ---- |
| 34   | ↗36  |